# Dora Ferreiro
Dora Ferreiro, conocida también como Dorita Ferreiro y Dora Ferreyro (Buenos Aires, 31 de marzo de 1916-Buenos Aires, 7 de diciembre de 2011) fue una actriz argentina de cine, teatro, radio y televisión.

## Primeros años
Hija de padres españoles que habían emigrado a la Argentina, vivía con su familia en el barrio de Almagro de la ciudad de Buenos Aires. Cuando era niña su padre fue a trabajar a la Patagonia en la industria del petróleo por lo cual se crio prácticamente sola con su hermano mayor y su madre, que debió comenzar a trabajar como modista.
A los doce años completó sus estudios primarios pero como no estaba permitido ingresar a la escuela secundaria hasta los catorce años decidió que en el ínterin haría un curso y así fue que tomó clases de declamación.
Más adelante se produjo su debut en radio. Una tía de Ferreiro formaba parte del cuarteto femenino Ferri y cuando renunció una de las cantantes del mismo la propuso como reemplazante, por lo que pasó a integrarlo con el seudónimo de Dorita O´Neill. El cuarteto continuó las actuaciones que ya venía haciendo por Radio El Mundo e hizo además una gira por Brasil. A Ferreiro, sin embargo, no le entusiasmaba cantar, por lo que al regreso de la gira renunció al puesto.

## Comienzos en elradioteatro
Por una recomendación de Emilio Kartulovicz, director de la revista Sintonía que conocía a Ferreiro por su actuación en el cuarteto Ferri, comenzó su labor en radioteatro integrando el elenco estable de Radio El Mundo. Luego pasó a Radio Callao que estaba dirigida por Antonio Aleandro para trabajar como actriz y corredora de avisos y al obtener un contrato de publicidad de Gomina Brancato comenzó en 1940 a encabezar por primera vez una compañía de radioteatro, figurando como Dorita Ferreiro. En 1947 vuelve al elenco estable de Radio El Mundo, ahora como Dora Ferreiro, a las órdenes de Armando Discépolo que en ese momento era director artístico de los radioteatros. Allí trabaja en programas de prestigio como, por ejemplo, el de Radiocine Lux, un ciclo en el que se transmitía la adaptación de películas famosas.

## Como secretaria
En una ocasión en que concurrió a Radio Callao el embajador de la República Española, Ángel Ossorio y Gallardo para pronunciar un discurso en la audición pro-republicana Habla Madrid no había quien tomara el texto en taquigrafía. Ferreiro se ofreció a hacerlo y al terminar fue contratada por el embajador como secretaria, labor que debió dejar al iniciarse en el cine.

## En el cine
Relata Dora Ferreiro que un día fue a la fábrica de jabones Llauró como corredora publicitaria para buscar avisos y uno de los socios que también lo era de la productora cinematográfica EFA le preguntó si no le interesaba hacer cine y ante la respuesta afirmativa le envió a dichos Estudios, fue tomada de inmediato y debutó en 1939 en Mi suegra es una fiera dirigida por Luis José Moglia Barth.
Como Dorita Ferreyro figura, sin embargo, en el reparto de dos películas anteriores producidas por Argentina Sono Film, Santos Vega (1936) y Melgarejo (1937) dirigidas ambas por Luis José Moglia Barth, director de las primeras películas sonoras argentinas.
Recordando sobre su papel en La Guerra Gaucha Ferreiro contó que había ido con su cuñada y su tía a la confitería El Ateneo donde se reunían los integrantes de Artistas Argentinos Asociados y agregó textualmente: 

"… pasó Ángel Magaña y me saludó, porque nos conocíamos de la radio. Al rato pasó también Sebastián Chiola; ellos estaban en una mesa pero yo no los veía, estaba casi dándoles la espalda. Chiola se detuvo un momento y me miró, pero no me llamó mucho la atención. Al rato pasó Lucas Demare y directamente se paró delante nuestro. Se quedó mirándome fijamente y claro, yo estaba algo avergonzada y traté de mirar para otro lado, bajé un poco la vista y seguí charlando con mis familiares. A los pocos días me llamaron de la oficina de Asociados y me ofrecieron el papel."

En 1948 actúa en la película Juan Moreira de Luis Moglia Barth representando a la mujer del protagonista y en 1955 lo hace dirigida por Leopoldo Torre Nilsson en Para vestir santos junto a Tita Merello en el papel de una obrera compañera de trabajo de aquella. En 1956 trabaja en la película Los torturados dirigida por Alberto Du Bois inspirada en casos reales ocurridos durante la presidencia de Juan Domingo Perón interpretando a la telefonista Nieves Blanco que fue torturada en la Sección Especial de la Policía Federal por su actividad gremial y pierde su embarazo.
En la película Alfonsina de 1957 dirigida por Kurt Land, de quien Ferreiro dice que era un director muy seguro y firme, interpretó el papel de una escritora gran amiga y confidente de la poetisa Alfonsina Storni. 
En 1961 vuelve a filmar con Lucas Demare ("tan buen director de las películas de acción" en palabras de Ferreiro) en el filme La sed, conocido también como Hijo de hombre

## Actuación teatral
En 1945 se desvinculó de Radio Callao y obtuvo un papel en la obra de teatro Viejo verde, de Sixto Pondal Ríos y Nicolás Olivari que se representó toda la temporada y con la cual a fin de ese año se realizó una gira por Uruguay que incluyó también a la obra ¡Jettatore! de Gregorio de Laferrère.
En 1948 Ferreiro se unió a la compañía teatral encabezada por Olinda Bozán y dirigida por Esteban Serrador y actuó en las obras ¡Adiós plata mía! de Tito Insausti y Arnaldo Malfatti y Los maridos engañan de 7 a 9 de Sixto Pondal Ríos y Carlos Olivari.
En 1949 actuó dirigida por Narciso Ibáñez Menta en tres obras de teatro. Feliz cumpleaños, Una noche de amor y Al marido hay que seguirlo. En los años siguientes continuó su labor teatral, destacándose su participación en 1959 en la compañía encabezada por Hilda Suárez que dio a conocer Narcisa Garay, mujer para llorar, una obra muy importante del teatro argentino escrita por Juan Carlos Ghiano.

## Continuidad en la radio
En 1945 y 1946 integró el elenco de radioteatro encabezado por Francisco de Paula y María Concepción César en Radio Belgrano y trabajó en una serie de microprogramas escritos por Alberto Migré. Ferreiro continuó trabajando durante el gobierno peronista (1946-1955) si bien, según sus propias palabras «por supuesto, había que ir a los actos que organizaba el Ateneo Cultural Eva Perón». A Eva Perón la había conocido en los estudios cinematográficos de EFA y de ella opinaba que "era una mártir, una apasionada por su trabajo social, pero tenía un entorno de adulones muy grande, que capaz de cualquier cosa para congraciarse con ella."
Hablando sobre esa época recordaba Ferreiro que en 1945 había firmado un petitorio pidiendo la libertad de un estudiante ya que si bien no tenía ideología política alguna le pareció mal que un estudiante estuviera preso por sus ideas y no le parecía un dato importante si el mismo era o no comunista. Años después, ya durante el gobierno peronista fue citada a una comisaría y así relataba lo ocurrido: : 

"…  "Estaba sentada frente al escribiente cuando sacó aquel petitorio del cajón y me lo mostró: '¿Esta es su firma?'.  ¿Y yo qué iba a decir, que no? Lela no era, tarada tampoco, así que tuve que contestar que sí. '¿Y por qué, usted es comunista?', me interrogó. 'No, yo soy apolítica' le contesté sin temor, porque era la verdad. '¿Por qué esto, ahora, tantos años después?', retruqué. Y seguí: 'Yo creo que hay una confusión acá, porque si el propio Miguel Miranda, que fue Ministro de Economía de este gobierno encabezó alguna vez la Marcha de la Constitución y la Libertad contra Perón, ¿en qué quedamos? ¿Y yo no tengo la libertad para pedir por un muchacho preso?' A todo esto, el escribiente hacía gestos de que me callara, de que hablara despacio. Finalmente me hizo quedar como una idiota, porque puso en la declaración que yo reconocía la firma pero ignoraba el contenido del documento, que habían sorprendido mi buena fe mientras estaba trabajando...Mucho después entendí que ese muchacho quiso evitarme problemas y que en realidad debía estarle agradecida porque gracias a él pude seguir trabajando."

De 1952 a 1957 Ferreiro trabajó en Radio El Mundo en el programa Teatro Palmolive del Aire, un radioteatro dirigido por José Tresenza, que transmitía los doce meses del año, una novela por mes, y entre cuyos autores estaba Sergio De Cecco.

## Viaje a Perú y regreso
Entre 1960 y 1964 Dora Ferreiro trabajó en Perú. Viajó desde Buenos Aires integrando una compañía para actuar en televisión y después, cuando se desvinculó, trabajó en radioteatro en Radio La Crónica de Lima, en ciclos de televisión,y en el teatro.
En 1965 vuelve a Argentina ya casada con su segundo esposo el peruano Daniel Carpio e inmediatamente retoma el trabajo. Lo hace en un ciclo de sainetes argentinos por televisión dirigida por Homero Cárpena y en el popular ciclo de teleteatro El amor tiene cara de mujer escrito por Nené Cascallar continuando los años siguientes con actuaciones en diversos ciclos de televisión donde se convirtió en actriz fetiche de Alberto Migré como Su comedia favorita (1965), Lo mejor de nuestras vidas nuestros hijos y Mujeres en presidio ambas de 1967. Adorable profesor Aldao (1968), Cuando vuelvas a mi (1969 ), Inconquistable Viviana Hortiguera (1970),Un extraño en nuestras vida (1971/72), Rolando Rivas, taxista(1972),Pobre diabla (1973), Pablo en nuestra piel (1977), La cuñada (1987), Leandro Leiva un soñador (1995) y Son cosas de novelas (1996)
También continuó su labor en el teatro. Participó en la representación de Los padres terribles de Jean Cocteau, dirigida por Edgardo Cané, en el papel de la madre que está siempre en la cama, drogada y en la de De repente, el último verano de Tennessee Williams, dirigida por Roberto Dairiens, también en el rol de la madre. Su actuación en La Arialda de Giovanni Testori mereció excelentes críticas.
En 1974 retorna al cine en La Mary que tenía como pareja protagónica a Susana Giménez y Carlos Monzón interpretando la madre de este último. La dirigió Daniel Tinayre que era, en palabras de Ferreiro «gritón y malhablado, decía muchas malas palabras, pero era un tipo seductor, encantador, un caballerazo».
En radio actuó en numerosos radioteatros escritos por Alberto Migré hasta el fallecimiento de éste en 2006. Como ya fue mencionado, Ferreiro actuó de forma consecutiva hasta 1998, retirándose con Ricos y famosos, por Canal 9 y Operación Rescate, con Alfredo Alcón. Sin embargo, en 2006 fue partícipe de un documental televisivo.
Dora Ferreiro estuvo casada con el actor Ricardo Castro Ríos, del que se divorció, y se casó en segundas nupcias con el nadador Daniel Carpio, quien falleció a los 99 años a fines de 2009. En 2010 recibió el premio Cóndor de Plata a la Trayectoria y un año después, el 7 de diciembre de 2011, falleció a los 95 años en Buenos Aires.

## Filmografía
- El travieso (1991) dir. Ismael Hase.
- Una mujer (1975) dir. Juan José Stagnaro
- La Mary (1974) dir. Daniel Tinayre.
- La sed o Hijo de hombre (1961) Lucas Demare
- El festín de Satanás (1958) dir. Ralph Pappier.
- Alfonsina (1957) dir. Kurt Land
- Los torturados (1956) dir. Lucas Demare.
- Para vestir santos (1955) dir. Leopoldo Torre Nilsson.
- La casa grande (1953) dir. Leo Fleider.
- Las tres claves (1953) dir. Adalberto Paez Arena.
- Juan Moreira (1948) dir. Luis José Moglia Barth
- La Guerra Gaucha (1942) dir. Lucas Demare.
- La mujer y el jockey (1939) dir. José Suárez.
- Oro entre barro o Entre el barro (1939) dir. Luis Bayón Herrera.
- Mi suegra es una fiera (1939) dir. Luis Bayón Herrera.
- Melgarejo (1937) dir. Luis José Moglia Barth
- Santos Vega (1936) dir. Luis José Moglia Barth
- Mi fortuna por un nieto (1940) dir. Luis José Moglia Barth

### Televisión
- El amor tiene cara de mujer (1965) canal 13
- Su comedia favorita (1965) canal 9
- Lo mejor de nuestras vidas nuestros hijos (1967) canal 9
- Mujeres en presidio (1967) canal 9
- Adorable profesor Aldao (1968) canal 9
- Cuando vuelvas a mí (1969) canal 9
- El hombre que me negaron (1970) canal 9
- Inconquistable Viviana Hortiguera (1970) canal 9
- Esta noche miedo (1970) canal 11
- Nacido para odiarte (1971) canal 9
- Un extraño en nuestras vidas (1972) canal 13
- Rolando Rivas, taxista (1972) canal 13
- Mariano Marzan, un médico de Buenos Aires (1972) Canal 13.
- Pobre diabla (1973) canal 13
- Lo mejor de nuestras vidas nuestros hijos (1973) canal 9
- Gorosito y Señora. (1972/73). Canal 13
- Mi hombre sin noche (1974) canal 13
- Tu rebelde ternura  (1975) Canal 13
- Los que estamos solos (1976) canal 13
- Pablo en nuestra piel (1977) canal 13
- Para todos (1977) canal 11
- El tema es el amor (1977) canal 13
- Vos y yo, toda la vida (1978) canal 13
- Chau, amor mío (1979) canal 13
- Fabián 2 Mariana 0  (1980)
- Quiero gritar tu nombre (1981) canal 9
- Nosotros y los miedos (1982) canal 9
- Un hombre como vos (1982) canal 13
- Sola (1983) canal 9
- Tal como vos (1984) canal 9
- Libertad condicionada (1985) canal 9
- La cuñada (1987) canal 9
- Vendedoras de Lafayette (1988) canal 9
- Alta comedia (1991) canal 9
- La elegida (1992) canal 9
- Para toda la vida (1994) Telefe
- Leandro Leiva un soñador (1995) canal 9
- Son cosas de novela (1996) Argentina Televisora Color
- Ricos y famosos (1997) canal 9
- Operación rescate (1998)
  - Documentales
- Afectos especiales (2006)(TV)
- Enfoques... la historia en imágenes (1994) (TV)
- Radioteatro... aquella fragua de sueños (1993) (TV)

## Premios y nominaciones
- Premio Pablo Podestá 1998 a la Trayectoria Honorable otorgado por la Asociación Argentina de Actores (AAA).
- Premio Cóndor de Plata 2009 a la trayectoria otorgado por la Asociación de Cronistas Cinematográficos de la Argentina.[8]